# シングウィズジョイ
シングウィズジョイ（英：Sing with Joy）は、日本の競走馬である。2015年のフローラステークス、ターコイズステークスの勝ち馬。2016年のエリザベス女王杯では2着だった。しかし2017年のアメリカジョッキークラブカップのレース中に転倒し骨折、予後不良となった。馬名の由来は「楽しそうに歌う」。

## 現役時代

### 2歳（2014年）
デビュー戦はペガサスボスの2着に敗れるも、次の未勝利戦で初勝利を飾る。初のオープン戦となる野路菊ステークスでダノンメジャーの2着に入る。

### 3歳（2015年）
重賞3戦目となるフローラステークスで重賞初勝利を挙げる。クラシックでは結果を出せなかったが、初の古馬戦となるターコイズステークスで11番人気の低評価を覆して勝利を収める。このレースは2着に16番人気ダンスアミーガ、3着に15番人気オツウが入り、3連単295万円の大波乱となった。

### 4歳（2016年）
年明け初戦は中山牝馬ステークスで始動。鞍上には新たに岩田康誠を迎えた。レースでは、5番手につけるも、15着に沈んだ。7か月の休養をはさみ出走した府中牝馬ステークスでは田辺裕信が騎乗した。レースでは先行したが、直線で交わされクイーンズリングの7着だった。
次戦はGI、エリザベス女王杯に12番人気で出走。クリストフ・ルメールが騎乗した。レースは4番手あたりで進め、最後の直線で早く抜け出しそのまま粘るも、後方から追い込んできたクイーンズリングにクビ差差し切られ2着。それでも12番人気ながら健闘した。

### 5歳（2017年）
5歳になったシングウィズジョイは、1月のアメリカジョッキークラブカップに出走。単勝オッズ4番人気に支持された。レースは先行せず中団あたりで進めた。最終コーナーでは馬群が詰まり体勢を崩すも、鞍上のルメールが立て直した。しかし直線に入りすぐ、シングウィズジョイは前の馬に接触して転倒、競走を中止した。そしてルメールは放り出されるように落馬した。ルメールは背部打撲、咽頭部挫傷と診断されたが、命に別条はなかった。しかしシングウィズジョイは左上腕骨骨折で予後不良と診断され、安楽死処分となった。

## 競走成績
以下の内容は、JBISサーチおよびnetkeiba.comに基づく。
| 競走日     | 競馬場 | 競走名           | 格       | 距離（馬場）  | 頭 数 | 枠 番 | 馬 番 | オッズ （人気） | 着順 | タイム （上がり3F） | 着差 | 騎手        | 斤量 [kg] | 1着馬（2着馬）         | 馬体重 [kg] |
| ---------- | ------ | ---------------- | -------- | ------------- | ----- | ----- | ----- | --------------- | ---- | ------------------- | ---- | ----------- | --------- | ---------------------- | ----------- |
| 2014.07.06 | 中京   | 2歳新馬          |          | 芝1600m（良） | 12    | 8     | 11    | 005.10（2人）   | 02着 | R1:40.1（34.4）     | -0.1 | 0小牧太     | 54        | ペガサスボス           | 450         |
| 0000.07.27 | 中京   | 2歳未勝利        |          | 芝1600m（良） | 13    | 7     | 11    | 001.50（1人）   | 01着 | R1:39.0（36.1）     | -0.2 | 0小牧太     | 54        | （ビジューミニョン）   | 450         |
| 0000.09.20 | 阪神   | 野路菊S          | OP       | 芝1800m（良） | 7     | 2     | 2     | 006.20（4人）   | 02着 | R1:48.5（33.4）     | -0.1 | 0福永祐一   | 54        | ダノンメジャー         | 454         |
| 0000.11.01 | 東京   | アルテミスS      | GIII     | 芝1600m（稍） | 17    | 1     | 2     | 006.10（3人）   | 06着 | R1:35.0（34.2）     | -0.6 | 0小牧太     | 54        | ココロノアイ           | 454         |
| 2015.02.14 | 東京   | クイーンC        | GIII     | 芝1600m（良） | 16    | 1     | 1     | 016.90（9人）   | 06着 | R1:34.3（35.1）     | -0.3 | 0内田博幸   | 54        | キャットコイン         | 456         |
| 0000.03.08 | 阪神   | アルメリア賞     | 5下      | 芝1800m（稍） | 9     | 3     | 3     | 002.00（1人）   | 04着 | R1:49.8（36.7）     | -0.1 | 0M.デムーロ | 54        | マサハヤドリーム       | 458         |
| 0000.03.28 | 阪神   | 君子蘭賞         | 5下      | 芝1800m（良） | 12    | 6     | 8     | 003.50（2人）   | 01着 | R1:48.7（34.8）     | -0.1 | 0内田博幸   | 54        | （マキシマムドパリ）   | 456         |
| 0000.04.26 | 東京   | フローラS        | GII      | 芝2000m（良） | 17    | 3     | 5     | 006.00（2人）   | 01着 | R2:01.8（34.3）     | -0.0 | 0内田博幸   | 54        | （ディアマイダーリン） | 450         |
| 0000.05.24 | 東京   | 優駿牝馬         | GI       | 芝2400m（良） | 17    | 3     | 5     | 025.50（9人）   | 17着 | R2:27.5（36.9）     | -2.5 | 0内田博幸   | 55        | ミッキークイーン       | 450         |
| 0000.09.20 | 阪神   | ローズS          | GII      | 芝1800m（良） | 17    | 2     | 4     | 023.40（8人）   | 14着 | R1:48.0（37.6）     | -2.8 | 0内田博幸   | 54        | タッチングスピーチ     | 466         |
| 0000.10.18 | 京都   | 秋華賞           | GI       | 芝2000m（良） | 15    | 8     | 14    | 103.9（15人）   | 10着 | R1:57.7（35.4）     | -0.8 | 0内田博幸   | 55        | ミッキークイーン       | 466         |
| 0000.12.19 | 中山   | ターコイズS      | 新設重賞 | 芝1600m（良） | 16    | 8     | 16    | 022.8（11人）   | 01着 | R1:35.7（34.5）     | -0.2 | 0戸崎圭太   | 53        | （ダンスアミーガ）     | 468         |
| 2016.03.13 | 中山   | 中山牝馬S        | GIII     | 芝1800m（良） | 16    | 6     | 12    | 014.00（6人）   | 15着 | R1:50.9（35.3）     | -0.6 | 0岩田康誠   | 55        | シュンドルボン         | 470         |
| 0000.10.15 | 東京   | 府中牝馬S        | GII      | 芝1800m（良） | 13    | 2     | 2     | 031.40（8人）   | 07着 | R1:47.5（34.7）     | -0.9 | 0田辺裕信   | 54        | クイーンズリング       | 474         |
| 0000.11.13 | 京都   | エリザベス女王杯 | GI       | 芝2200m（良） | 15    | 5     | 9     | 061.6（12人）   | 02着 | R2:12.9（33.7）     | -0.0 | 0C.ルメール | 56        | クイーンズリング       | 474         |
| 2017.01.22 | 中山   | AJCC             | GII      | 芝2200m（良） | 17    | 2     | 4     | 008.60（4人）   |      | 競走中止            |      | 0C.ルメール | 54        | タンタアレグリア       | 474         |

## 血統表
| シングウィズジョイの血統          | シングウィズジョイの血統             | シングウィズジョイの血統       | （血統表の出典）               | （血統表の出典） |
| 父 マンハッタンカフェ 1998 青鹿毛 | 父の父サンデーサイレンス 1986 青鹿毛 | Halo 1969 黒鹿毛               | Hail to Reason                 | Hail to Reason   |
| 父 マンハッタンカフェ 1998 青鹿毛 | 父の父サンデーサイレンス 1986 青鹿毛 | Halo 1969 黒鹿毛               | Cosmah                         |                  |
| 父 マンハッタンカフェ 1998 青鹿毛 | 父の父サンデーサイレンス 1986 青鹿毛 | Wishing Well 1975 鹿毛         | Understanding                  | Understanding    |
| 父 マンハッタンカフェ 1998 青鹿毛 | 父の父サンデーサイレンス 1986 青鹿毛 | Wishing Well 1975 鹿毛         | Mountain Flower                |                  |
| 父 マンハッタンカフェ 1998 青鹿毛 | 父の母サトルチェンジ 1988 黒鹿毛     | Law Society 1982 黒鹿毛        | Alleged                        | Alleged          |
| 父 マンハッタンカフェ 1998 青鹿毛 | 父の母サトルチェンジ 1988 黒鹿毛     | Law Society 1982 黒鹿毛        | Bold Bikini                    |                  |
| 父 マンハッタンカフェ 1998 青鹿毛 | 父の母サトルチェンジ 1988 黒鹿毛     | Santa Luciana 1973 黒鹿毛      | Luciano                        | Luciano          |
| 父 マンハッタンカフェ 1998 青鹿毛 | 父の母サトルチェンジ 1988 黒鹿毛     | Santa Luciana 1973 黒鹿毛      | Sleika                         |                  |
| 母 シングライクバード 2005 鹿毛   | 母の父シンボリクリスエス 1999 黒鹿毛 | Kris S. 1977 黒鹿毛            | Roberto                        | Roberto          |
| 母 シングライクバード 2005 鹿毛   | 母の父シンボリクリスエス 1999 黒鹿毛 | Kris S. 1977 黒鹿毛            | Sharp Queen                    |                  |
| 母 シングライクバード 2005 鹿毛   | 母の父シンボリクリスエス 1999 黒鹿毛 | Tee Kay 1990 黒鹿毛            | Gold Meridian                  | Gold Meridian    |
| 母 シングライクバード 2005 鹿毛   | 母の父シンボリクリスエス 1999 黒鹿毛 | Tee Kay 1990 黒鹿毛            | Tri Argo                       |                  |
| 母 シングライクバード 2005 鹿毛   | 母の母シングライクトーク 1992 鹿毛   | ノーザンテースト 1971 栗毛     | ノーザンダンサー               | ノーザンダンサー |
| 母 シングライクバード 2005 鹿毛   | 母の母シングライクトーク 1992 鹿毛   | ノーザンテースト 1971 栗毛     | Lady Victoria                  |                  |
| 母 シングライクバード 2005 鹿毛   | 母の母シングライクトーク 1992 鹿毛   | フリートーク 1985 鹿毛         | リアルシャダイ                 | リアルシャダイ   |
| 母 シングライクバード 2005 鹿毛   | 母の母シングライクトーク 1992 鹿毛   | フリートーク 1985 鹿毛         | ダイナフリート                 |                  |
| 5代内の近親交配                   | Hail to Reason 4×5 Roberto 4×5       | Hail to Reason 4×5 Roberto 4×5 | Hail to Reason 4×5 Roberto 4×5 | [ § 2 ]          |
| 出典                              | 1. 2.                                | 1. 2.                          | 1. 2.                          | 1. 2.            |

- 母シングライクバードは23戦目の1600万を勝利しオープン入り。GIエリザベス女王杯の出走経験もある。
- 母母（祖母）シングライクトークは7勝を挙げオープン馬に昇り詰めた。重賞は2着が2回あるも勝利には至らなかった。
- 母母母（曾祖母）フリートークは7戦3勝。フラワーカップ、クイーンステークスの2つの重賞の勝ち馬である。また桜花賞、優駿牝馬への出走経験もありそれぞれ3着、4着の成績を残した。しかし秋を迎える前に膝を負傷し戦線離脱、競走馬を引退した（詳しくは本馬の項を参照）。